# Greatest Hits (album Smokie)
Greatest Hits – pierwszy kompilacyjny album brytyjskiego zespołu pop rockowego Smokie, który ukazał się w Wielkiej Brytanii w kwietniu 1977 nakładem wytwórni RAK Records pod numerem SRAK 526. Płyta jest zbiorem największych przebojów zespołu z lat 1975–1977 uzupełnionym o wydane tylko na singlach “Living Next Door to Alice” (RAK 244, grudzień 1976) i “Lay Back in the Arms of Someone” (RAK 251, luty 1977), które nie ukazały się na żadnym wcześniejszym dyskograficznym albumie.
Album ten okazał się dużym sukcesem komercyjnym w Europie, a w Wielkiej Brytanii dotarł do pozycji 6. i uzyskał status srebrnej płyty.
Płyta nigdy nie ukazała się na CD.

## Lista utworów
| #  | Tytuł                                  | Autorzy                    | Czas |
| -- | -------------------------------------- | -------------------------- | ---- |
| A1 | "Lay Back in the Arms of Someone"      | Nicky Chinn, Mike Chapman  | 4:07 |
| A2 | "Something’s Been Making Me Blue"      | Chinn, Chapman             | 3:00 |
| A3 | "If You Think You Know How to Love Me" | Chinn, Chapman             | 3:26 |
| A4 | "Pass It Around"                       | Chinn, Chapman             | 3:07 |
| A5 | "I’ll Meet You At Midnight"            | Chinn, Chapman             | 3:16 |
| B1 | "Living Next Door to Alice"            | Chinn, Chapman             | 3:27 |
| B2 | "Changing All the Time"                | Chinn, Chapman             | 3:24 |
| B3 | "Don’t Play Your Rock ’n’ Roll to Me"  | Chinn, Chapman             | 3:17 |
| B4 | "Back to Bedford"                      | Chris Norman, Pete Spencer | 2:42 |
| B5 | "Wild Wild Angels"                     | Chinn, Chapman             | 3:36 |

## Twórcy
- Chris Norman
- Terry Uttley
- Pete Spencer
- Alan Silson